# Разыскная служба (кинология)

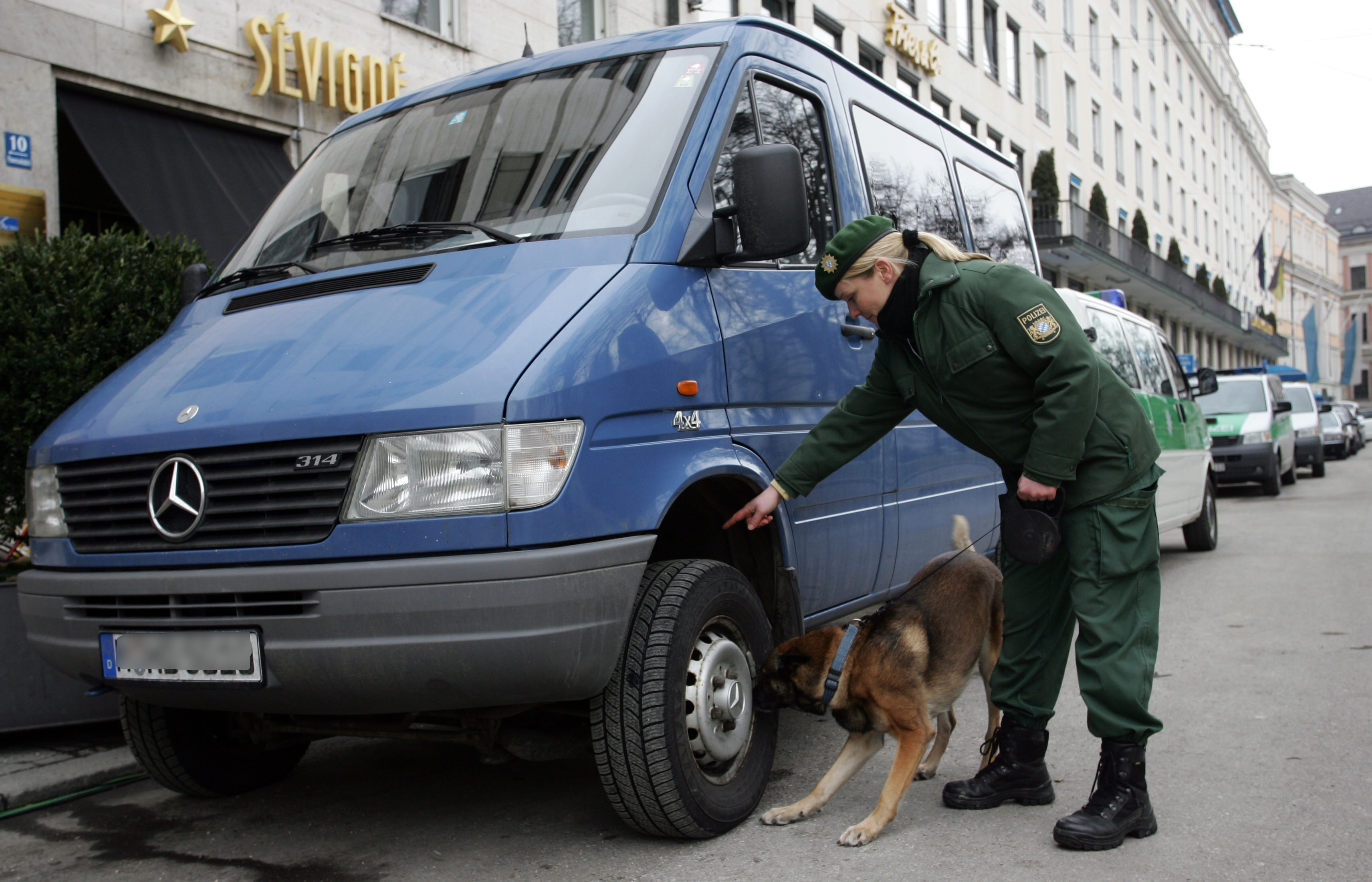
Полицейский кинолог с собакой поверяют автомобиль. Мюнхенская конференция по безопасности, 2010 год

Разыскна́я слу́жба — одна из высших категорий работы служебных собак. Разыскные собаки (ищейки) применяются для задержания, охраны нарушителей, обыска местности и помещений для обнаружения человека и его предметов, а также для опознания искомого человека по его запаху. В частности, такие собаки способны отыскать человека по его запаховому следу давностью от минуты до нескольких часов на протяжении десятков километров в любых климатических и географических условиях.

## Специальные навыки
У собак разыскной службы вырабатываются следующие специальные навыки:
- недоверчивое, злобное отношение к посторонним людям, задержание, охрана, конвоирование нарушителей и защита дрессировщика;
- поиск человека по его запаховому следу и выборка человека со следа;
- обыск местности и помещений;
- выборка вещей по запаху человека и выборка человека по запаху его вещи;
- сторожёвка на месте и в движении;
- охрана вещей.

### Обоняние
Орган обоняния специально подготовленной разыскной собаки используется в кинологической одорологии в качестве анализатора пахучих веществ.
Значимость запаховых следов для решения криминалистических задач обусловлена тем, что запаховое следообразование происходит практически непрерывно и продолжается до тех пор, пока существует источник запаха и условия его формирования.
Запаховые следы условно делят на три группы: свежие («горячие»), нормальные и «холодные».
Следы первой группы — свежие («горячие») обнаруживаются в течение одного часа с момента оставления, второй группы — нормальные — в период от одного часа до трёх часов, третьей группы — «холодные» — спустя три часа после оставления запаха.
В непроветриваемых, закрытых помещениях запаховые следы сохраняются на следоносителях с высокой адсорбционной ёмкостью до двух лет.
Эксперименты показали, что собаки без труда различают индивидуальный запах человека, который предопределён генетически (индивидуальный запах не зависит ни от питания, ни от одежды, ни от домашней обстановки).

## Дрессировка

### Требования к собаке
К дрессировке разыскных собак предъявляются повышенные требования. Они (собаки) должны быть физически развитыми, выносливыми, иметь хорошее зрение, отличный слух, высокоразвитое обоняние. Их возраст к началу дрессировки не должен превышать 3 лет.
Лучшими и непревзойдёнными собаками для разыскной службы являются ротвейлер, немецкая овчарка, которые безотказно работают в различных условиях. Кроме того, к разыскной службе пригодны и такие породы, как эрдельтерьер, ризеншнауцер, доберман, боксёр и некоторые другие. Однако при выборе породы всегда необходимо учитывать климатические условия тех мест, где планируется применять собаку.

### Требования к инструктору
Инструкторы должны хорошо знать теоретические основы дрессировки собак и иметь личный опыт подготовки и применения разыскных собак.
Кинолог, работающий с разыскной собакой, должен уметь свободно ориентироваться на местности днём и ночью, в совершенстве знать поведение своей собаки и применять её с учётом конкретно складывающейся обстановки.

### Этапы дрессировки
Разыскные собаки дрессируются в более продолжительные сроки (не менее 5-6 месяцев), и, как правило, в специальных учебных подразделениях. При подготовке служебных собак во всем мире успешно используются электронные ошейники. При дрессировке повышенные требования предъявляются к выработке общедисциплинарных навыков, особенно к выдержке и безотказности выполнения команд и жестов на удалении собаки от дрессировщика не менее 30 метров.
В виду своей сложности и специфики дрессировка разыскной собаки включает в себя три этапа:
1. самостоятельное обнаружение запахового следа человека давностью до 40—50 минут и определение направление его движения при обыске участка местности площадью 50×50 метров, активное и заинтересованное ведение поиска по запаховому следу на расстоянии до 1 километра;
2. совершенствование условного рефлекса поиска человека по запаховому следу до навыка, выработка дифференцировки искомого запахового следа человека среди запаховых следов посторонних людей и животных. К концу второго периода дрессировки собака должна самостоятельно обнаруживать запаховый след давностью до 1,5—2 часов на участке площадью 100×100 метров, активно вести поиск по запаховому следу протяжённостью до 2,5—3 километров на заслеженной местности, обнаруживать на следу вещи, обозначать их, в конце следа производить выборку человека из группы четырёх-пяти человек, охранять задержанного на месте и в движении;
3. комплексные усложнённые упражнения для совершенствования навыка безотказно искать человека по запаховому следу в сложных условиях, приближённых к требованиям конкретной службы.

## Разыскные собаки в культуре
- Ко мне, Мухтар!
- Возвращение Мухтара
- Комиссар Рекс